# Эстония на зимних Олимпийских играх 1992
Эстония принимала участие в Зимних Олимпийских играх 1992 года в Альбертвиле (Франция) в третий раз за свою историю, и не завоевала ни одной медали. Сборная страны состояла из 19 спортсменов (14 мужчин, 5 женщин).